# Новий Голлівуд
Новий Голлівуд, який також називають «Американською Новою Хвилею» або «Ренесансом Голлівуду», відноситься до періоду в історії американського кіно з середини 1960-х до початку 1980-х років, коли нове покоління молодих режисерів набуло чималої популярності. Вони вплинули на теми фільмів, їх виробництво і маркетинг, а також на те, як великі студії підходили до створення фільмів в цілому. У фільмах Нового Голлівуду режисер, а не студія, взяв на себе ключову авторську роль. Визначення Нового Голлівуду варіюється в залежності від автора: одні визначають його як рух, інші — як період. Тривалість цього періоду також є предметом суперечок, як і його цілісність, оскільки деякі автори, такі як Томас Шац, стверджують, що Новий Голлівуд складається з декількох різних рухів. Фільми, зняті в цьому напрямі, стилістично характеризуються значним відхиляється від класичних норм. Після краху студійної системи і підйому телебачення комерційний успіх фільмів знизився.

## Історія
До успішних фільмів епохи раннього Нового Голлівуду відносяться «Бонні і Клайд», «Випускник», «Ніч живих мерців», «Дика банда» і «Безтурботний наїзник», а фільми, які зазнали невдачі в прокаті, в тому числі «Брама небесна» й «Один від серця», позначили завершення епохи.
Після судової справи уряду США проти монополії на показ фільмів та появою телебачення, яке сильно послабило традиційну студійну систему, голлівудські студії почали використовували спектакль для збереження рентабельності. Технологія «Техніколор» отримала набагато більш широке поширення, крім того було введено багато інших технічних вдосконалень. Однак в цілому вони не принесли успіху в збільшенні прибутку. До 1957 р журнал Life назвав 1950-і рр. для Голлівуду «жахливим десятиліттям».
У 1950-х і на початку 1960-х років в Голлівуді домінували мюзикли, історичні епопеї та інші фільми, які виглядали краще дякуючи великим екранам, більш широму кадру і поліпшеному звуку. Тому вже в 1957 році ця епоха була названа «Новим Голлівудом». Однак глядацька аудиторія продовжувала скорочуватися, і до середини 1960-х рр. досягла тривожно низького рівня. Кілька дорогих провалів, включно з «Тора! Тора! Тора!» та «Привіт, Доллі!» принесли величезне навантаження на студії.
На той час, коли в 1960-х роках підростало покоління бейбі-бумерів, «Старий Голлівуд» стрімко втрачав гроші; студії не знали, як реагувати на такі великі зміни у демографічному складі аудиторії. Зміни на ринку в цей період перейшли від людей 40-60 років, які мали тільки шкільну освіту в середині 1960-х років до більш молодих, багатших та з вищою освітою: до середини 1970-х років 76 % всіх відвідувачів кінотеатрів були молодше 30-ти років, 64 % з яких навчалися в коледжі. Європейські фільми, як артхаусні, так і комерційні (особливо "Commedia all'italiana, що перекладається як комедія в італійському стилі, французька нова хвиля та спагеті-вестерн), а також японські фільми набирають популярності в Америці — величезний ринок невдоволеної молоді, здавалося б, знайшов свою дійсність і художнє значення в таких фільмах, як «Фотозбільшення» Мікеланджело Антоніоні, з його непослідовним сюжетом і жіночої голизною.
Економічна криза і втрати від дорогих зйомок пеплумів призвели студії до безвихідної ситуації. Це дало поштовх новаторству і ризикованості, дозволяючи молодим режисерам і продюсерам мати більше творчої свободи та контролю над своїми фільмами. Тому, намагаючись охопити ту аудиторію, якій подобались «арт-фільми» з Європи, студії наймали безліч молодих режисерів і дозволяли їм знімати свої фільми при відносно невеликому контролі з боку студії. Разом з розвалом Продюсерського кодексу в 1966 р і новою системою рейтингів в 1968 р (відображає зростаючу сегментацію ринку) це задало тон Новому Голлівуду.